# آنالیز پایداری فون-نویمان
در آنالیزهای عددی، آنالیز پایداری فون-نویمان (که به عنوان آنالیز پایداری فوریه نیز شناخته می‌شود) یک فرایند برای بررسی پایداری روش تفاضل محدود است که به معادله دیفرانسیل با مشتقات پاره‌ای اعمال می‌شود. اساس این آنالیز تجزیه سری فوریه خطاهای عددی است و پس از مقاله کوتاهی در سال ۱۹۴۷ توسط محققان انگلیسی، کرنک و نیکلسون، در آزمایشگاه ملی لس آلاموس توسعه یافت. این روش یک نمونه از انتگرال‌گیری زمانی صریح است که تابع توصیف‌کننده معادله حاکم در زمان جاری مقداردهی می‌گردد. بعدها، این روش به شکلی دقیق تر از سوی جان فون نویمان در مقاله دیگری ارائه شد.

## پایداری عددی
پایداری روش عددی همراهی نزدیکی به خطای عددی دارد . یک روش تفاضل محدود زمانی پایدار است که خطاهای تولیدی در محاسبه یک گام زمانی باعث بزرگنمایی خطاها در ادامه ی محاسبه نشود .یک روش پایدار ذاتی ،روشی است که خطاها در طول محاسبات ثابت بمانند . اگر خطاها کاهش بیابند و در آخر از بین بروند ،روش عددی پایدار خوانده می‌شود .در غیر این صورت اگر خطاها با گذر زمان رشد کنند روش عددی را ناپایدار می خوانند . پایداری روش‌های عددی به وسیله ی آنالیز پایداری فون نیومن نیز می‌تواند مورد بررسی کرد . برای مسائل وابسته به زمان، پایداری ،بدست آمدن پاسخی کران دار به وسیله ی روش عددی را در حالتی که پاسخ دقیق معادلات دیفرانسیل کراندار باشد تضمین می‌کند .
تحقیق پایداری ، در کل امری مشکل است ،خصوصا زمانی که معادله ی مفروض غیر خطی باشد. در موارد مشخص ،پایداری فون نیومن برای پایداری در مفهوم لکس ریچمایر (استفاده شده در تئوری تعادلی لکس) ضروری و مناسب است: معادله ی PDE و روش اختلاف محدود مدل‌هایی خطی هستند .
معادله ی PDE مذکور،ضریب ثابت با شرطهای مرزی متناوب (پریودیک) است و تنها دو متغیر مستقل دارد ،و این روش برای بیشتر از 2 سطح زمانی استفاده نمی شوند. پایداری فون نیومن در موارد متنوع تری ضروری است. این روش به علت سادگی نسبی آن  معمولاً در مواردی که آنالیز دقیق تری برای آن که حدس خوبی در محدودیت‌های (اگر وجود داشته باشد) اندازهای گام بدست دهد استفاده می‌شود .

## توضیح روش
روش فون نیومن بر اساس گسسته‌سازی خطاها به سری فوریه بنا شده‌است.
برای توضیح فرآیند ،معادله ی گرمای یک بعدی را فرض کنید .
```

  

    

      

        

          

            

              
∂

              
u

            

            

              
∂

              
t

            

          

        

        
=

        
α

        

          

            

              

                
∂

                

                  
2

                

              

              
u

            

            

              
∂

              

                
x

                

                  
2

                

              

            

          

        

      

    

    
{\displaystyle {\frac {\partial u}{\partial t}}=\alpha {\frac {\partial ^{2}u}{\partial x^{2}}}}

  

```

فاصله‌های درونی L به صورت زیر مشخص شده‌است :
```

  

    

      

        

        
(

        
1

        
)

        

        

          
u

          

            
j

          

          

            
n

            
+

            
1

          

        

        
=

        

          
u

          

            
j

          

          

            
n

          

        

        
+

        
r

        

          
(

          

            

              
u

              

                
j

                
+

                
1

              

              

                
n

              

            

            
−

            
2

            

              
u

              

                
j

              

              

                
n

              

            

            
+

            

              
u

              

                
j

                
−

                
1

              

              

                
n

              

            

          

          
)

        

      

    

    
{\displaystyle \quad (1)\qquad u_{j}^{n+1}=u_{j}^{n}+r\left(u_{j+1}^{n}-2u_{j}^{n}+u_{j-1}^{n}\right)}

  

```

در حالی که
```

  

    

      

        
r

        
=

        

          

            

              
α

              

              
Δ

              
t

            

            

              
Δ

              

                
x

                

                  
2

                

              

            

          

        

      

    

    
{\displaystyle r={\frac {\alpha \,\Delta t}{\Delta x^{2}}}}

  

```

و پاسخ   {\displaystyle u_{j}^{n}}  معادله ی گسسته شده حل تحلیلی {\displaystyle u(x,t)}  ، معادله ی حاکم PDE در مش را تخمین می زند .
خطای گرد کردن   به صورت زیر تعریف می‌شود :  
```

  

    

      

        

          
ϵ

          

            
j

          

          

            
n

          

        

        
=

        

          
N

          

            
j

          

          

            
n

          

        

        
−

        

          
u

          

            
j

          

          

            
n

          

        

      

    

    
{\displaystyle \epsilon _{j}^{n}=N_{j}^{n}-u_{j}^{n}}

  

```

در حالی که  {\displaystyle u_{j}^{n}}  پاسخ معادله ی گسسته شده ی (1) ممکن است در غیاب خطای گرد کردن محاسبه شده باشد و {\displaystyle N_{j}^{n}}  پاسخ عددی بدست آمده از دقت محدود است.از آن جایی که پاسخ   {\displaystyle u_{j}^{n}}  باید معادله ی گسسته را دقیقا ارضا کند ،خطای  {\displaystyle \epsilon _{j}^{n}}  نیز باید معادله ی گسسته را دقیقا ارضا کند .اینجا ما فرض کرده ایم که {\displaystyle N_{j}^{n}}  نیز معادله را ارضا می‌کند .(این تنها در دقت ماشین امکان پذیر است ) بنابراین :
```

  

    

      

        

        
(

        
2

        
)

        

        

          
ϵ

          

            
j

          

          

            
n

            
+

            
1

          

        

        
=

        

          
ϵ

          

            
j

          

          

            
n

          

        

        
+

        
r

        

          
(

          

            

              
ϵ

              

                
j

                
+

                
1

              

              

                
n

              

            

            
−

            
2

            

              
ϵ

              

                
j

              

              

                
n

              

            

            
+

            

              
ϵ

              

                
j

                
−

                
1

              

              

                
n

              

            

          

          
)

        

      

    

    
{\displaystyle \quad (2)\qquad \epsilon _{j}^{n+1}=\epsilon _{j}^{n}+r\left(\epsilon _{j+1}^{n}-2\epsilon _{j}^{n}+\epsilon _{j-1}^{n}\right)}

  

```

یک رابطه ی برگشتی برای خطا است. معادله ی 1 و 2 نشان می دهند که هر دوی خطا و پاسخ عددی در زمان یکسان ،رشد یا کاهش برابر دارند . برای معادلات دیفرانسیل خطی با شرط مرزهای متناوب ، تنوع فضایی خطا ممکن است در یک سری فوریه محدود گسترده شوند ،در L داخلی ، به صورتی که :
```

  

    

      

        

        
(

        
3

        
)

        

        
ϵ

        
(

        
x

        
)

        
=

        

          
∑

          

            
m

            
=

            
1

          

          

            
M

          

        

        

          
A

          

            
m

          

        

        

          
e

          

            
i

            

              
k

              

                
m

              

            

            
x

          

        

      

    

    
{\displaystyle \quad (3)\qquad \epsilon (x)=\sum _{m=1}^{M}A_{m}e^{ik_{m}x}}

  

```

هنگامیکه عدد موج {\displaystyle k_{m}={\frac {\pi m}{L}}}  با {\displaystyle m=1,2,\ldots ,M} و {\displaystyle M=L/\Delta x}  . وابستگی خطا به زمان شامل فرض دامنه ی خطا {\displaystyle A_{m}}  ، یک تابع زمان است.
از آن جایی که خطا کاهش یا رشدی توانی با زمان دارد ،فرض آن که دامنه نیز همراه زمان به صورت توانی تغییر می‌کند مناسب است.بنابراین :
```

  

    

      

        

        
(

        
4

        
)

        

        
ϵ

        
(

        
x

        
,

        
t

        
)

        
=

        

          
∑

          

            
m

            
=

            
1

          

          

            
M

          

        

        

          
e

          

            
a

            
t

          

        

        

          
e

          

            
i

            

              
k

              

                
m

              

            

            
x

          

        

      

    

    
{\displaystyle \quad (4)\qquad \epsilon (x,t)=\sum _{m=1}^{M}e^{at}e^{ik_{m}x}}

  

```

در حالی که {\displaystyle a}  یک ثابت است.
از آن جایی که معادله ی تفاضلی برای خطا خطی است (رفتار هر عبارت سری مشابه رفتار خود سری است) ،این کافی است تا رشد خطا نیز مانند عبارتی نوعی در نظر گرفته شود .
```

  

    

      

        

        
(

        
5

        
)

        

        

          
ϵ

          

            
m

          

        

        
(

        
x

        
,

        
t

        
)

        
=

        

          
e

          

            
a

            
t

          

        

        

          
e

          

            
i

            

              
k

              

                
m

              

            

            
x

          

        

      

    

    
{\displaystyle \quad (5)\qquad \epsilon _{m}(x,t)=e^{at}e^{ik_{m}x}}

  

```

مشخصه‌های پایداری به این صورت تنها برای خطاهایی که در کل کم نمی شوند می‌تواند مورد مطالعه قرار گیرد  . برای یافتن چگونگی تغییرات خطا در مراحل زمانی ،از معادلات (5) و (2) داریم:
```

  

    

      

        

          

            

              

                

                  
ϵ

                  

                    
j

                  

                  

                    
n

                  

                

              

              

                

                
=

                

                  
e

                  

                    
a

                    
t

                  

                

                

                  
e

                  

                    
i

                    

                      
k

                      

                        
m

                      

                    

                    
x

                  

                

              

            

            

              

                

                  
ϵ

                  

                    
j

                  

                  

                    
n

                    
+

                    
1

                  

                

              

              

                

                
=

                

                  
e

                  

                    
a

                    
(

                    
t

                    
+

                    
Δ

                    
t

                    
)

                  

                

                

                  
e

                  

                    
i

                    

                      
k

                      

                        
m

                      

                    

                    
x

                  

                

              

            

            

              

                

                  
ϵ

                  

                    
j

                    
+

                    
1

                  

                  

                    
n

                  

                

              

              

                

                
=

                

                  
e

                  

                    
a

                    
t

                  

                

                

                  
e

                  

                    
i

                    

                      
k

                      

                        
m

                      

                    

                    
(

                    
x

                    
+

                    
Δ

                    
x

                    
)

                  

                

              

            

            

              

                

                  
ϵ

                  

                    
j

                    
−

                    
1

                  

                  

                    
n

                  

                

              

              

                

                
=

                

                  
e

                  

                    
a

                    
t

                  

                

                

                  
e

                  

                    
i

                    

                      
k

                      

                        
m

                      

                    

                    
(

                    
x

                    
−

                    
Δ

                    
x

                    
)

                  

                

              

            

          

        

      

    

    
{\displaystyle {\begin{aligned}\epsilon _{j}^{n}&=e^{at}e^{ik_{m}x}\\\epsilon _{j}^{n+1}&=e^{a(t+\Delta t)}e^{ik_{m}x}\\\epsilon _{j+1}^{n}&=e^{at}e^{ik_{m}(x+\Delta x)}\\\epsilon _{j-1}^{n}&=e^{at}e^{ik_{m}(x-\Delta x)}\end{aligned}}}

  

```

حاصل (پس از ساده سازی):
```

  

    

      

        

        
(

        
6

        
)

        

        

          
e

          

            
a

            
Δ

            
t

          

        

        
=

        
1

        
+

        

          

            

              
α

              
Δ

              
t

            

            

              
Δ

              

                
x

                

                  
2

                

              

            

          

        

        

          
(

          

            

              
e

              

                
i

                

                  
k

                  

                    
m

                  

                

                
Δ

                
x

              

            

            
+

            

              
e

              

                
−

                
i

                

                  
k

                  

                    
m

                  

                

                
Δ

                
x

              

            

            
−

            
2

          

          
)

        

      

    

    
{\displaystyle \quad (6)\qquad e^{a\Delta t}=1+{\frac {\alpha \Delta t}{\Delta x^{2}}}\left(e^{ik_{m}\Delta x}+e^{-ik_{m}\Delta x}-2\right)}

  

```

با استفاده از تطابق :
```

  

    

      

        

        
cos

        
⁡

        
(

        

          
k

          

            
m

          

        

        
Δ

        
x

        
)

        
=

        

          

            

              

                
e

                

                  
i

                  

                    
k

                    

                      
m

                    

                  

                  
Δ

                  
x

                

              

              
+

              

                
e

                

                  
−

                  
i

                  

                    
k

                    

                      
m

                    

                  

                  
Δ

                  
x

                

              

            

            
2

          

        

        

        

          
و

        

        

        

          
sin

          

            
2

          

        

        
⁡

        

          

            

              

                
k

                

                  
m

                

              

              
Δ

              
x

            

            
2

          

        

        
=

        

          

            

              
1

              
−

              
cos

              
⁡

              
(

              

                
k

                

                  
m

                

              

              
Δ

              
x

              
)

            

            
2

          

        

      

    

    
{\displaystyle \qquad \cos(k_{m}\Delta x)={\frac {e^{ik_{m}\Delta x}+e^{-ik_{m}\Delta x}}{2}}\qquad {\text{و}}\qquad \sin ^{2}{\frac {k_{m}\Delta x}{2}}={\frac {1-\cos(k_{m}\Delta x)}{2}}}

  

```

معادله ی (6) می‌تواند به صورت زیر نوشته شود :
```

  

    

      

        

        
(

        
7

        
)

        

        

          
e

          

            
a

            
Δ

            
t

          

        

        
=

        
1

        
−

        

          

            

              
4

              
α

              
Δ

              
t

            

            

              
Δ

              

                
x

                

                  
2

                

              

            

          

        

        

          
sin

          

            
2

          

        

        
⁡

        
(

        

          
k

          

            
m

          

        

        
Δ

        
x

        

          
/

        

        
2

        
)

      

    

    
{\displaystyle \quad (7)\qquad e^{a\Delta t}=1-{\frac {4\alpha \Delta t}{\Delta x^{2}}}\sin ^{2}(k_{m}\Delta x/2)}

  

```

عبارت تشدید به صورت زیر تعریف می‌شود :
```

  

    

      

        
G

        
≡

        

          

            

              
ϵ

              

                
j

              

              

                
n

                
+

                
1

              

            

            

              
ϵ

              

                
j

              

              

                
n

              

            

          

        

      

    

    
{\displaystyle G\equiv {\frac {\epsilon _{j}^{n+1}}{\epsilon _{j}^{n}}}}

  

```

وضعیت ضروری برای آن که خطا در مرز بماند  {\displaystyle \vert G\vert \leq 1.}  ،اگر چه :
```

  

    

      

        

        
(

        
8

        
)

        

        
G

        
=

        

          

            

              

                
e

                

                  
a

                  
(

                  
t

                  
+

                  
Δ

                  
t

                  
)

                

              

              

                
e

                

                  
i

                  

                    
k

                    

                      
m

                    

                  

                  
x

                

              

            

            

              

                
e

                

                  
a

                  
t

                

              

              

                
e

                

                  
i

                  

                    
k

                    

                      
m

                    

                  

                  
x

                

              

            

          

        

        
=

        

          
e

          

            
a

            
Δ

            
t

          

        

      

    

    
{\displaystyle \quad (8)\qquad G={\frac {e^{a(t+\Delta t)}e^{ik_{m}x}}{e^{at}e^{ik_{m}x}}}=e^{a\Delta t}}

  

```

بنابراین از معادله‌های (7) و (8) شرط پایداری به صورت زیر تعریف می‌شود :
```

  

    

      

        

        
(

        
9

        
)

        

        

          
|

          

            
1

            
−

            

              

                

                  
4

                  
α

                  
Δ

                  
t

                

                

                  
Δ

                  

                    
x

                    

                      
2

                    

                  

                

              

            

            

              
sin

              

                
2

              

            

            
⁡

            
(

            

              
k

              

                
m

              

            

            
Δ

            
x

            

              
/

            

            
2

            
)

          

          
|

        

        
≤

        
1

      

    

    
{\displaystyle \quad (9)\qquad \left\vert 1-{\frac {4\alpha \Delta t}{\Delta x^{2}}}\sin ^{2}(k_{m}\Delta x/2)\right\vert \leq 1}

  

```

توجه داشته باشید عبارت {\displaystyle {\frac {4\alpha \Delta t}{\Delta x^{2}}}\sin ^{2}(k_{m}\Delta x/2)}  همواره مثبت است.بنابراین از معادله ی (9) داریم:
```

  

    

      

        

        
(

        
10

        
)

        

        

          

            

              
4

              
α

              
Δ

              
t

            

            

              
Δ

              

                
x

                

                  
2

                

              

            

          

        

        

          
sin

          

            
2

          

        

        
⁡

        
(

        

          
k

          

            
m

          

        

        
Δ

        
x

        

          
/

        

        
2

        
)

        
≤

        
2

      

    

    
{\displaystyle \quad (10)\qquad {\frac {4\alpha \Delta t}{\Delta x^{2}}}\sin ^{2}(k_{m}\Delta x/2)\leq 2}

  

```

در محاسبه ی شرط بالا داریم :
```

  

    

      

        

        
(

        
11

        
)

        

        

          

            

              
α

              
Δ

              
t

            

            

              
Δ

              

                
x

                

                  
2

                

              

            

          

        

        
≤

        

          

            
1

            
2

          

        

      

    

    
{\displaystyle \quad (11)\qquad {\frac {\alpha \Delta t}{\Delta x^{2}}}\leq {\frac {1}{2}}}

  

```

معادله ی (11) پایداری مورد نیاز FTCS برای انتقال حرارت یک بعدی را به ما می دهد .که بیان می‌کند برای یک  {\displaystyle \Delta x}  داده شده ،مقدار  {\displaystyle \Delta t}  باید به اندازه ی کافی کم باشد تا معادله ی (10) برقرار شود .